# 罗斯代尔 (路易斯安那州)
罗斯代尔（英語：Rosedale）是美国路易斯安那州下属的一座村镇。根据2010年美国人口普查，该市有人口793人。建置上，属于“village”。